# Pezzoro
Pezzoro è una frazione del comune bresciano di Tavernole sul Mella, posta in altura rispetto al centro abitato.

## Storia
La località è un piccolo villaggio montano della Val Trompia di antica origine.
Sebbene già durante il governo veneto esistesse un coordinamento amministrativo della zona, Pezzoro divenne per la prima volta integralmente frazione di Pezzaze su ordine di Napoleone, ma gli austriaci annullarono la decisione al loro arrivo nel 1815 con il Regno Lombardo-Veneto.
Dopo l'unità d'Italia il paese non diede segni di crescita demografica. Fu il fascismo a decidere la soppressione del comune unendolo a Tavernole Cimmo.